# 오션스 트웰브
《오션스 트웰브》(영어: Ocean's Twelve)는 2004년에 개봉한 미국의 범죄, 코미디 영화 작품이며 오션스 일레븐의 속편이다.

## 줄거리
벨라조에서 강도 사건이 일어난 지 3년 후, 테리 베네딕트는 대니 오션의 일원 11명 모두를 찾아내고 그들이 훔친 1억 6천만 달러에 3천 8백만 달러의 이자를 더해 돌려달라고 요구한다. 그는 그들에게 2주 안에 빚을 갚으라고 지시하며, 그렇지 않으면 투옥되거나 죽임을 당할 것이라고 위협한다.
자금이 바닥나자, 일행은 미국 사법권을 피하기 위해 새로운 강도 사건을 벌이러 암스테르담으로 간다. 사울은 나이를 들어 참여를 거부한다. 일행은 마쓰이라는 정보원으로부터 최초 발행된 주식 증권의 위치에 대한 정보를 얻지만, 복잡한 작전 끝에 이미 "나이트 폭스"라고 알려진 경쟁 도둑이 훔쳤다는 사실을 알게 된다. 러스티 라이언의 전 여자친구인 유럽 연합 법집행협력청 형사 이사벨 라히리는 절도 사건을 수사하도록 배정된다. 그녀는 연애 중 논의했던 이전 사건의 패턴을 인식하고 러스티의 개입을 추론하며, 일행에게 나이트 폭스와 그의 멘토이자 잡기 힘든 대도 가스파르 르마르크에게 뒤처진다고 경고한다.
나이트 폭스는 코모호에 있는 빌라에 거주하는 부유하고 민첩한 프랑스 남작 프랑수아 툴루르로 밝혀진다. 르마르크가 한때 대니 오션이 더 뛰어난 도둑일 수도 있다고 언급했던 것에 분노한 툴루르는 베네딕트에게 일행의 신분을 노출하고 마쓰이를 통해 그들을 고용한 것을 인정한다. 자신을 증명하기 위해 그는 대니에게 임페리얼 코로네이션 파베르제 알을 훔쳐 성공하면 일행의 빚을 갚아주겠다고 도전한다.
오션 일행은 로마에서 전시 중인 달걀을 홀로그램 복제품으로 바꾸는 계획을 세운다. 그러나 툴루르는 감시 영상을 라히리에게 보내 그들의 전략을 가로채고, 라히리는 대부분의 일행을 체포한다. 라이너스는 배셔, 터크, 사울과 함께 임신한 줄리아 로버츠로 위장한 테스 오션을 이용해 달걀에 접근하는 대체 계획을 실행한다. 브루스 윌리스의 등장으로 라히리가 개입하면서 그들의 노력은 수포로 돌아간다. 남은 팀원들은 체포된다.
라이너스가 송환될 준비를 하는 동안, 그를 호송하도록 배정된 FBI 요원이 그의 어머니로 밝혀지고, 그녀는 모든 일행의 석방을 지시한다. 그녀는 라히리의 위조된 유럽 연합 법집행협력청 서류에 대해 라히리를 추궁하고 라히리의 상사가 라히리를 즉시 암스테르담으로 돌려보내기를 원한다고 조언한다.
나중에 대니와 테스는 툴루르를 방문하고, 툴루르는 박물관 보안을 우회하는 곡예 기술을 사용하여 달걀을 성공적으로 훔쳤다고 자랑한다. 그러나 대니는 르마르크의 제보로 그의 일행이 이미 전시회로 운반되던 실제 달걀을 훔쳤다고 밝힌다. 플래시백은 대니와 러스티가 이전에 르마르크를 만나는 것을 보여주며, 르마르크는 툴루르를 능가하고 한때 훔쳤다가 아내의 요청으로 돌려주었던 달걀을 되찾을 기회를 제공했다. 툴루르는 패배를 인정하고 베네딕트에게 갚을 자금을 송금한다.
러스티는 라히리를 안전 가옥으로 데려가고, 그곳에서 그녀는 오랫동안 헤어졌던 그녀의 아버지인 르마르크와 재회한다. 일행은 베네딕트에게 돈을 갚고 미래에는 그의 카지노를 피하겠다고 맹세하며, 툴루르는 멀리서 변장한 채 그들의 손실에 대해 계속해서 생각한다.

## 출연
- 조지 클루니 - 대니 오션
- 브래드 피트 - 러스티 라이언
- 줄리아 로버츠 - 테스 오션
- 앤디 가르시아 - 테리 베네딕트
- 맷 데이먼 - 라이너스
- 캐서린 지타존스 - 이사벨 라히리
- 버니 맥 - 프랭크
- 케이시 애플렉 - 버질 말로이
- 스콧 칸 - 터크 말로이
- 뱅상 카셀 - 프랑수아 툴루
- 돈 치들 - 배셔 타르
- 로비 콜트레인 - 마쓰이
- 엘리엇 굴드 - 루벤
- 에디 이저드 - 로만
- 예룬 크라베 - 우드
- 칼 라이너 - 사울

## SBS 성우진 (2008년 12월 30일)
- 이정구 - 대니 오션(조지 클루니) / 브루스 윌리스(본인)
- 안지환 - 러스티 라이언(브래드 피트)
- 김영선 - 라이너스(맷 데이먼)
- 오길경 - 이사벨(캐서린 지타존스)
- 강희선 - 테스(줄리아 로버츠)
- 강구한 - 베네딕트(앤디 가르시아)
- 박상일 - 사울(칼 라이너)
- 문영래 - 루벤(엘리엇 굴드)
- 황윤걸 - 리빙스턴(에디 제미슨) / 가스파르(알버트 피니)
- 차명화 - 몰리(체리 존스)
- 최한 - 프랭크(버니 맥) / 엔지니어(자레드 해리스)
- 김용준 - 바셔(돈 치들)
- 최옥희 - 사울 부인(캔디스 아자라)
- 엄상현 - 프랑소와 툴루이(뱅상 카셀)
- 윤복성 - 버질 말로이(케이시 에플렉)
- 김두희 - 터크 말로이(스콧 칸)
- 김서영 - 테레사(안나 모라리우)